# Umgangstempel von Winringen
Der gallo-römische Umgangstempel  von Winringen ist ein römischer Umgangstempel in der Ortsgemeinde Winringen im Eifelkreis Bitburg-Prüm in Rheinland-Pfalz.

## Geographische Lage
Das Tempelheiligtum befindet sich südlich von Winringen und westlich von Dingdorf auf einem flachen Nordosthang. Die Fundstelle verteilt sich auf eine Fläche von 2 bis 3 ha und befindet sich beidseitig eines Wirtschaftsweges.

## Beschreibung und Einordnung
Entdeckt wurden mehrere Schutthügel mit Ziegeln und Scherben sowie Mauerfundamente. Eine kurze Untersuchung durch das Rheinische Landesmuseum Trier ergab, dass es sich um einen Innenraum mit erhaltenem Kalkestrich und Resten einer Wand- und Fußbodenheizung handelte.
Ebenfalls aus dem Bereich der ausgedehnten Fundstelle stammen höchstwahrscheinlich mehrere Steinstatuen und Bronzestatuetten, die im 19. Jahrhundert bei Winringen gefunden wurden. Es handelt sich um eine Merkurstatue aus Sandstein, den Kopf einer Minerva (des 2. Jahrhunderts n. Chr.) ebenfalls aus Sandstein, zwei Marsstatuetten aus Bronze und den Helmbusch einer weiteren Marsstatuette.
Das Rheinische Landesmuseum Trier erwarb ferner im Jahre 1879 einen Bronzehelm, der auch aus Winringen stammt. Auch die von Wellenstein bei seinen Ausgrabungen in den Jahren 1842 und 1846 gehobenen Funde („in der Ruine Küsterei zwischen den Dörfern Dingdorf und Winringen“) lassen darauf schließen, dass es sich bei der Fundstelle um ein gallo-römisches Heiligtum handelt. Zu den figürlichen Bronzen nennt Wellenstein ferner eine Reihe von Münzfunden. Neben mehreren Tempeln kann man aufgrund der 1913 gemachten Beobachtungen zudem ein beheizbares Nebengebäude voraussetzen.